# Microsoft Dynamics 365
Microsoft Dynamics 365 é um conjunto integrado de aplicativos de planejamento de recursos corporativos (ERP) e gerenciamento de relacionamento com o cliente (CRM) oferecidos pela Microsoft.Combina várias funções, como vendas, atendimento ao cliente, serviço de campo, operações, finanças, marketing e automação de serviços de projetos em uma única plataforma.
O Dynamics 365 se integra a outros produtos da Microsoft, como Office 365, Power BI e Azure, permitindo que as empresas simplifiquem suas operações, melhorem o envolvimento do cliente e tomem decisões baseadas em dados. A plataforma é altamente personalizável, permitindo que as organizações a adaptem às suas necessidades específicas e requisitos do setor.
O Dynamics 365 foi projetado para ajudar as empresas a unificar seus processos, obter insights sobre suas operações e promover melhores relacionamentos com os clientes. Ele fornece ferramentas para gerenciar leads de vendas, automatizar campanhas de marketing, rastrear interações com clientes, gerenciar finanças, otimizar operações e muito mais. A plataforma está disponível por assinatura, com diferentes módulos e opções de preços para atender às necessidades de vários negócios.
Ele foi anunciado pela Microsoft em julho de 2016  e lançado em 1º  de novembro , 2016.

## Aplicações
O Microsoft Dynamics é composto em grande parte por produtos desenvolvidos por empresas que a Microsoft adquiriu: Dynamics GP (anteriormente Great Plains), Dynamics NAV (anteriormente Navision; agora bifurcada no Dynamics 365 Business Central), Dynamics SL (anteriormente Solomon) e Dynamics AX (anteriormente Axapta; agora bifurcado no Dynamics 365 Finance and Operations). Os vários produtos destinam-se a diferentes segmentos de mercado, desde pequenas e médias empresas (SMBs) até grandes organizações com capacidade multilíngue, moeda e entidade legal. Nos últimos anos, o Microsoft Dynamics ERP concentrou seus esforços de marketing e inovação em pacotes SaaS.
O Microsoft Dynamics 365 contém mais de 15 aplicativos: 
- Vendas do Dynamics 365 – Líderes de vendas, operações de vendas
- Plataforma de dados do cliente do Dynamics 365 - Customer Insights
- Plataforma de dados do cliente do Dynamics 365 - voz do cliente
- Atendimento ao cliente do Dynamics 365 – Líderes de Atendimento ao Cliente, Operações de Atendimento ao Cliente
- Dynamics 365 Field Service – Líderes de serviço de campo, operações de serviço de campo
- Assistência Remota do Dynamics 365
- Recursos Humanos do Dynamics 365 – Atrair, Onboard, Core HR
- Dynamics 365 Finanças e Operações – Líderes Financeiros, Líderes Operacionais
- Dynamics 365 Supply Chain Management - Simplifique o planejamento, a produção, o estoque, o depósito e o transporte.
- Gerenciamento Inteligente de Pedidos do Dynamics 365
- Dynamics 365 Comércio
- Operações de Projeto do Dynamics 365
- Dynamics 365 Marketing—Adobe Marketing Cloud, Dynamics 365 for Marketing
- Dynamics 365 Inteligência Artificial – IA para vendas, IA para atendimento ao cliente, IA para insights de mercado
- Dynamics 365 Realidade Mista – Assistência Remota, Layout, Guias
- Central de negócios do Dynamics 365 – ERP para PMEs

## Central de Negócios do Microsoft Dynamics 365
Microsoft Dynamics 365 Business Central (anteriormente Microsoft Dynamics NAV ) – produto de software como serviço de ERP e CRM destinado a pequenas e médias empresas. Integrando as funcionalidades Dynamics NAV e Dynamics CRM, composta pelos seguintes módulos: para Finanças e Operações, para Profissionais de Vendas, para Marketing. Facilmente conectado com Office 365 e PowerBI .
- Microsoft Dynamics 365 Customer Engagement (antigo Microsoft CRM). O Microsoft Dynamics 365 Customer Engagement contém módulos para interagir com os clientes: Marketing, Vendas, Atendimento ao Cliente, Serviço de Campo. O Customer Service é um módulo utilizado para automatizar os processos de atendimento ao cliente, fornecendo relatórios e painéis de dados de desempenho.[5] Dá acesso a vários módulos, como chat direto, canais sociais ou suporte visual ao vivo como o ViiBE.[6]

### Implantação on-line e local
O sistema Dynamics 365 Business Central vem em uma versão hospedada online ( SaaS ) e uma versão local para implantação e administração manuais.
Alguns recursos, como a integração com outros serviços online da Microsoft, não estão disponíveis na versão local e apenas na edição online.

### Business Central
Business Central foi publicado pela primeira vez como Dynamics NAV e Navision, que a Microsoft adquiriu em 2002.

#### História do Dynamics C5
O Dynamics C5 foi desenvolvido na Dinamarca como o sucessor do Concorde C4 baseado em DOS. A empresa de desenvolvimento Damgaard Data se fundiu com a Navision em 2001, que foi posteriormente adquirida pela Microsoft Microsoft em 2002, renomeando a solução de Navision C5 para Microsoft Dynamics C5.
O produto lida atualmente com mais de 70.000 instalações na Dinamarca.

## Produtos relacionados
O Microsoft Dynamics inclui um conjunto de produtos relacionados:
- Relatório de gerenciamento do Microsoft Dynamics. O Management Reporter é um aplicativo de relatórios e análises financeiras. Sua principal característica é criar demonstrações de resultados, demonstrações de balanço, demonstrações de fluxo de caixa e outros relatórios financeiros. Os relatórios podem ser armazenados em uma biblioteca de relatórios centralizada junto com arquivos de suporte externos. A segurança em relatórios e arquivos pode ser controlada usando autenticação do Windows e SQL Server.
- Microsoft Dynamics for Retail (anteriormente Microsoft Dynamics RMS, QuickSell 2000 e Dynamics POS)
- Microsoft Dynamics for Marketing (anteriormente MDM e MarketingPilot 2012)
- Escuta social do Microsoft Dynamics (anteriormente Netbreeze 2013)
- Power Automate, anteriormente Microsoft Flow (até 2019[9] ), um kit de ferramentas semelhante ao IFTTT para implementar produtos de fluxo de trabalho de negócios.
- Power Automate Desktop, um software de automação de processos robóticos para automatizar interfaces gráficas do usuário (adquirido em maio de 2020) [10]
- Parature customer engagement software nos canais de suporte e atendimento ao cliente (adquirido em janeiro de 2014) [11]

A Microsoft também vende o Sure Step como uma metodologia de implementação do Microsoft Dynamics para seus revendedores.
Em julho de 2018, a Microsoft anunciou o Dynamics 365 AI para aplicativos de vendas.